# Економічний закон
Економі́чний зако́н — об'єктивний закон розвитку суспільства, що відображає виробничі відносини людей в процесі виробництва, розподілу, обміну і споживання матеріальних благ або послуг. Цей закон виражається в тому, що людські потреби є необмежені, а блага є обмеженими.
Економічні закони завжди відображають необхідні, причинно-наслідкові зв'язки і взаємозалежність економічних явищ і процесів. Економічні закони виражають найбільш суттєві, типові риси функціонування і розвитку тієї чи іншої економічної системи. Кожен із них є виразом якісних і кількісних сторін економічних явищ та процесів у їх єдності і служить їх внутрішньою мірою.
Економічні закони — це насамперед закони еволюції виробничих відносин (або відносин економічної власності) у їх взаємозв'язку з розвитком продуктивних сил. Економічні закони, як і закони природи, мають об'єктивний характер, тобто відтворюються незалежно від волі й свідомості людей. Проте вони істотно відрізняються від них, бо виникають, розвиваються і функціонують лише в процесі економічної діяльності людей — виробництві, розподілі, обміні та споживанні, тому залежать від свідомої діяльності людей. Свідоме, цілеспрямоване використання економічних законів є домінуючим. Так, на сучасному етапі держава не може скасувати економічні закони, але може створювати передумови для розвитку об'єктивних законів, змінивши умови. Крім того, на відміну від природних, економічні закони діють не вічно, більшість з них мають тимчасовий характер.
Розрізняють:
- всезагальні економічні закони, тобто закони, які властиві всім суспільним способам виробництва (закон відповідності виробничих відносин рівню й характеру розвитку продуктивних сил, закон зростання продуктивності праці, закон економії часу, закон зростання потреб тощо);
- закони, що діють у декількох суспільно-економічних формаціях: закон вартості, закон попиту і пропозиції, грошового обігу тощо;
- до третього типу належать специфічні економічні закони, тобто закони, що діють лише в межах одного суспільного способу виробництва. Найважливішу роль серед них відіграє основний економічний закон, що виражає найглибинніші зв'язки між продуктивними силами і виробничими відносинами, відносинами власності у взаємодії з розвитком продуктивних сил;
- четвертий тип економічних законів — це особливі закони, що діють лише на одній із стадій (висхідній чи низхідній) або ступенів суспільного способу виробництва — закон породження монополії концентрацією виробництва, який діє на вищій стадії розвитку капіталізму, закон одержавлення економіки.

На вищому ступені державно-кооперативного капіталізму діє закон планомірного розвитку економіки.
Механізм використання економічних законів передбачає передусім пізнання їхньої сутності, умов дії та вимог, на основі чого формується економічна політика, виробляється економічна програма.